# Vydavateľstvo Obzor
Vydavateľstvo Obzor – słowackie wydawnictwo książek, czasopism, gazet i materiałów propagacyjnych, funkcjonujące w latach 1965–2005.
Firma wydawała materiały o charakterze encyklopedycznym, popularnonaukowym i edukacyjnym.
Nakładem wydawnictwa wyszły m.in. następujące encyklopedie: Encyklopédia Zeme, Encyklopédia astronómie, Encyklopédia jazykovedy, Encyklopédia literárnych diel, Encyklopédia fyziky, Encyklopédia geografie sveta.